# Juan Ramón Santiago
Juan Ramón Santiago, conocido como Juan Ramón, (Erandio, Vizcaya, 8 de marzo de 1912 - 15 de octubre de 1999) fue un futbolista, que se desempeñaba como defensa izquierdo, y entrenador español.

## Trayectoria como jugador
El primer equipo de Juan Ramón fue la S.D. Erandio C. (Regional) en la temporada 1929-1930. Finalizada la temporada Amadeo García de Salazar le fichó para jugar en el Deportivo Alavés (1.ª División), que debutaba en la categoría.
En la temporada 1930-1931 sólo disputó un partido, la derrota del Deportivo Alavés (1-4) contra el Athletic Club en Mendizorroza, por lo que al terminar la temporada decidió regresar a la S.D. Erandio C. (3.ª División), pese al interés del conjunto babazorro por renovarle.
Tras dos buenas temporadas en Erandio fue fichado por el Gimnástico F.C. (3.ª División), donde despertó el interés de varios equipos de 1.ª División: Sevilla F. C., R. C. D. Español y Valencia C. F.. Finalmente, en la temporada 1934-1935 fichó por el conjunto che.
La Guerra Civil marcó profundamente a Juan Ramón, cuyo estallido sucedió estando en Bilbao junto a su mujer. Militante del PNV, fue reclamado para unirse a un batallón de gudaris, pero prefirió regresar a Valencia al recibir la llamada del club. Durante la posguerra su hermano Julián murió en el penal de El Dueso (Cantabria), su padre falleció en el campo de concentración de Camposancos (Pontevedra) y su tío murió realizando trabajos forzados en la construcción del Valle de los Caídos.
Terminada la guerra, Juan Ramón permaneció en la disciplina del Valencia C. F. hasta la temporada 1949-1950, formando junto al Álvaro una de las mejores defensas de la posguerra. Defendiendo la camiseta valencianista consiguió 3 ligas (41-42, 43-44 y 46-47), 2 Copas del Generalísimo (41-42 y 48-49) y una Copa Eva Duarte (1949). Durante esta época consiguió disputar 2 encuentros con la selección de España, debutando c en Milán el 12 de abril de 1942 contra la selección de Alemania. También obtuvo en 1950 la Medalla al Mérito Deportivo de la RFEF.
En la temporada 1950-1951 Juan Ramón reforzó al filial del Valencia C. F., el Valencia C. F. Mestalla (2.ª División), donde se retiró en verano de 1952.

## Trayectoria como entrenador
El debut como entrenador de Juan Ramón fue en la temporada 53-54 en el banquillo del Valencia C. F. Mestalla (2.ª División), descendiendo a 3.ª División.
Dos temporadas después se hizo cargo del banquillo del C.D. Badajoz (2.ª División), siendo cesado en la jornada 11.ª tras empatar (0-0) con la A.D. Plus Ultra. En la temporada 57-58 Juan Ramón entrenó al C.D. Eldense (2.ª División), acabando en 8.ª posición.
En la temporada 58-59 Juan Ramón relevó en el banquillo del At. Ceuta (2.ª División) al francés Louis Hon. Dos temporadas después llevó al equipo a disputar la promoción de ascenso frente al Elche C. F., perdiendo la eliminatoria.
En la preparación de la temporada 61-62 fue fichado por el Elche C. F. (1.ª División), donde Juan Ramón permaneció hasta la 10.ª jornada de la siguiente temporada, siendo sustituido por el carioca Otto Bumbel. Aun así, terminó esa temporada en el banquillo del C. E. Sabadell F. C. (2.ª División), que terminó descendiendo a 3.ª División, aunque en la temporada siguiente volvió a 2.ª División.
Tras empezar la temporada 64-65 en el banquillo del R. C. D. Mallorca (2.ª División) donde fue cesado en la 17.ª jornada, Juan Ramón entrenó en las temporadas 66-67 y 67-68 al C.D. Castellón (2.ª División), siendo despedido en la 9.ª jornada de la 2.ª temporada en el banquillo Orellut.
En la temporada 68-69 se puso al frente del Racing Club de Ferrol (2.ª División) al que Juan Ramón llevó hasta la 4.ª plaza, la mejor clasificación del conjunto ferrolano desde la temporada 51-52.
Sus dos últimas aventuras como técnico Juan Ramón no las concluyó: C.D. Málaga (2.ª División) en la temporada 69-70, donde fue cesado en la jornada 7.ª; y Ontinyent C.F. en la temporada 70-71, siendo despedido tras 4 jornadas disputadas.
Su último trabajo fue como ojeador del Valencia C. F..

## Clubes como jugador
| Club                    | País   | Año       |
| ----------------------- | ------ | --------- |
| S.D. Erandio C.         | España | 1929-1930 |
| Deportivo Alavés        | España | 1930-1931 |
| S. D. Erandio C.        | España | 1931-1933 |
| Gimnástico F. C.        | España | 1933-1934 |
| Valencia C. F.          | España | 1934-1950 |
| Valencia C. F. Mestalla | España | 1950-1952 |

## Clubes como entrenador
| Club                    | País   | Año       |
| ----------------------- | ------ | --------- |
| Valencia C. F. Mestalla | España | 1953-1954 |
| C. D. Badajoz           | España | 1955-1956 |
| C. D. Eldense           | España | 1957-1958 |
| At. Ceuta               | España | 1958-1961 |
| Elche C. F.             | España | 1961-1963 |
| C. E. Sabadell F. C.    | España | 1963-1964 |
| R. C. D. Mallorca       | España | 1964-1965 |
| C.D. Castellón          | España | 1966-1968 |
| Racing Club de Ferrol   | España | 1968-1969 |
| C.D. Málaga             | España | 1969-1970 |
| Ontinyent C.F.          | España | 1970-1971 |

## Palmarés
- 3 ligas: 41-42, 43-44 y 46-47.
- 2 Copas de Generalísimo: 41-42 y 48-49.
- 1 Copa Eva Duarte: 1949.

## Internacionalidades
- 2 veces internacional con España.